# Свищево (Торжокский район)
Свищёво — деревня в Торжокском районе Тверской области России. Входит в состав Марьинского сельского поселения.

## География
Деревня находится в центральной части региона, в зоне хвойно-широколиственных лесов, в пределах восточной оконечности Валдайской возвышенности, при впадении в реку Логовежь ручья Горецкий, в 1 км к юго-востоку от села Марьино..

### Климат
Климат характеризуется как умеренно континентальный, влажный, с морозной зимой и умеренно тёплым летом. Среднегодовая температура воздуха — 3,9 °C. Средняя температура воздуха самого холодного месяца (января) — −10,2 °C; самого тёплого месяца (июля) — 16,9 °C . Вегетационный период длится около 169 дней. Годовое количество атмосферных осадков составляет около 575—600 мм, из которых большая часть выпадает в тёплый период. Снежный покров держится в течение 135 −140 дней. Среднегодовая скорость ветра варьирует в пределах от 3,1 до 4,1 м/с.

## История
Во второй половине XIX — начале XX века деревня Свищево относилась к Раевскому приходу Марьинской волости Новоторжского уезда. В 1884 году — 33 двора, 173 жителя.
В 1940 году деревня в составе Марьинского сельсовета Медновского района Калининской области.

## Население
| 1884 | 2010 |
| ---- | ---- |
| 173  | ↘55  |

## Инфраструктура
Личное подсобное хозяйство.
Основа экономики — сельское хозяйство.

## Транспорт
Деревня доступна автотранспортом с автотрассы федерального значения М-10.